# Maggie Roswell
Maggie Roswell (født 14. november 1952 i Los Angeles, Californien, USA) er en amerikansk skuespiller som er mest kendt for tv-serien The Simpsons. I serien lægger hun blandt andet stemme til Maude Flanders, Helen Lovejoy og Elizabeth Hoover.
Hon har også haft mindre mindre roller i tv-serier som M*A*S*H og Murphy Brown og i film som Pretty in Pink og Silver City.